# Challenger de Quimper 2024
El torneo Open Quimper Bretagne 2024 fue un torneo de tenis perteneció al ATP Challenger Tour 2024 en la categoría Challenger 125. Se trató de la 14ª edición; el torneo tuvo lugar en la ciudad de Quimper (Francia), desde el 22 hasta el 28 de enero de 2024 sobre pista dura bajo techo.

## Jugadores participantes del cuadro de individuales
| Favorito | País                       | Jugador            | Rank1 | Posición en el torneo |
| -------- | -------------------------- | ------------------ | ----- | --------------------- |
| 1        | Bandera de Francia         | Grégoire Barrère   | 83    | Primera ronda         |
| 2        | Bandera de Francia         | Arthur Rinderknech | 94    | Cuartos de final      |
| 3        | Bandera de Francia         | Hugo Gaston        | 97    | Baja                  |
| 4        | Bandera de Francia         | Constant Lestienne | 99    | Primera ronda         |
| 5        | Bandera de Estados Unidos  | Michael Mmoh       | 104   | Primera ronda         |
| 6        | Bandera de Estados Unidos  | Maxime Cressy      | 123   | Cuartos de final      |
| 7        | Bandera de República Checa | Vít Kopřiva        | 132   | Segunda ronda         |
| 8        | Bandera de Canadá          | Gabriel Diallo     | 135   | Segunda ronda         |
| 9        | Bandera de Croacia         | Duje Ajduković     | 141   | FINAL                 |

- 1 Se ha tomado en cuenta el ranking del 15 de enero de 2024.

### Otros participantes
Los siguientes jugadores recibieron una invitación (wild card), por lo tanto ingresan directamente al cuadro principal (WC):
- Manuel Guinard
- Matteo Martineau
- Lucas Pouille

Los siguientes jugadores ingresan al cuadro principal tras disputar el cuadro clasificatorio (Q):
- Dan Added
- Ričardas Berankis
- Mathias Bourgue
- Moez Echargui
- Samuel Vincent Ruggeri
- Émilien Voisin

## Campeones

### Individual Masculino
- Pierre-Hugues Herbert derrotó en la final a  Duje Ajduković por 6–3, 6–2

### Dobles Masculino
- Manuel Guinard /  Arthur Rinderknech derrotaron en la final a  Anirudh Chandrasekar /  Vijay Sundar Prashanth por 7–6(4), 6–3